# ناوچه کلاس پیکاک
ناوچه کلاس پیکاک (به انگلیسی: Peacock-class corvette) یک کلاس از کشتی است که طول آن 62.6 m (205.4 ft) می‌باشد.